# Toon (televisieserie)
Toon is een Nederlandse komedieserie, uitgezonden door KPN Presenteert en ontwikkeld door Beer ten Kate, Dirk van Pelt en Joep Vermolen. Ook speelt Joep Vermolen als hoofdrolspeler de gelijknamige titelrol. Toon is in de serie een aarzelende componist van reclamejingles. Vermolen is in het dagelijks leven ook componist en ging ervan uit dat het project alleen gemaakt werd voor YouTube. Het eerste seizoen verscheen op 22 april 2016 en het tweede seizoen op 26 mei 2017. Sinds 18 oktober 2019 zijn de twee seizoenen ook te zien op Netflix.

## Verhaal
Als Toon thuis komt, heeft zijn zus een surpriseparty georganiseerd. Toon, die in zijn huis vol mensen zit, had een rustig avondje voorgesteld. Dan wordt hij ook nog gevraagd om wat te spelen op zijn gitaar. Toon zingt een lied waarmee hij suggereert dat de gasten niet al te lang op zijn feestje moeten blijven. Het nummer wordt met een mobieltje opgenomen en komt op YouTube terecht. De volgende dag is het nummer door meer dan 1 miljoen mensen bekeken. Dat leidt tot een succesvolle carrière voor Toon als artiest. Hoewel hij het liefst zit te gamen, vormt hij samen met zangeres Nina een populaire muzikale act die leidt naar een internationale doorbraak.

## Rolverdeling

### Hoofdrollen
| Acteur              | Personage | Seizoen | Seizoen |
| Acteur              | Personage | 1       | 2       |
| ------------------- | --------- | ------- | ------- |
| Joep Vermolen       | Toon      | 8 afl.  | 8 afl.  |
| Amy van der Weerden | Nina      | 8 afl.  | 8 afl.  |
| Loulou Hameleers    | Elise     | 8 afl.  | 8 afl.  |
| Robbert Bleij       | Robbie    | 8 afl.  | 7 afl.  |
| Arend Brandligt     | Dylan     | 7 afl.  | 7 afl.  |
| Marijn Klaver       | Ab        | 8 afl.  | 2 afl.  |
| Bart Rijnink        | Ricardo   |         | 8 afl.  |
| Hanna van Vliet     | Becky     |         | 7 afl.  |

### Bijrollen
| Acteur              | Personage   | Seizoen | Seizoen |
| Acteur              | Personage   | 1       | 2       |
| ------------------- | ----------- | ------- | ------- |
| Peter van Rooijen   | Andy        |         | 5 afl.  |
| Anis de Jong        | Mo          |         | 4 afl.  |
| Karien Noordhoff    | Petra       | 3 afl.  |         |
| Huub Smit           | Stef        | 2 afl.  |         |
| Suzanne Kipping     | Judith      | 1 afl.  | 1 afl.  |
| Jurjen van Loon     | nieuwslezer | 2 afl.  |         |
| Pieter van der Sman | Polman      | 2 afl.  |         |
| Frits Sissing       | presentator |         | 2 afl.  |

### Gastrollen
| Acteur                  | Personage              | Seizoen | Seizoen |
| Acteur                  | Personage              | 1       | 2       |
| ----------------------- | ---------------------- | ------- | ------- |
| André Dongelmans        | DJ Helmer              | 1 afl.  |         |
| Bilal Wahib             | Karim                  | 1 afl.  |         |
| Eva Jinek               | zichzelf               | 1 afl.  |         |
| Rick Versace            | zichzelf               | 1 afl.  |         |
| Steef Cuijpers          | vaatwassermonteur      | 1 afl.  |         |
| Ferdi Stofmeel          | artdirector Marcel     | 1 afl.  |         |
| DJ Jean                 | zichzelf               | 1 afl.  |         |
| Tygo Gernandt           | beveiliger             | 1 afl.  |         |
| Diederik Ebbinge        | Henk                   |         | 1 afl.  |
| Pepijn Schoneveld       | Maarten                |         | 1 afl.  |
| Hugo Metsers jr.        | Daniel Vanter          |         | 1 afl.  |
| Annemarie Prins         | Trees                  |         | 1 afl.  |
| Bram Moszkowicz         | zichzelf               |         | 1 afl.  |
| Jeroen Kijk in de Vegte | Voice-over realityshow |         | 1 afl.  |
| Katja Schuurman         | zichzelf               |         | 1 afl.  |
| René Mioch              | zichzelf               |         | 1 afl.  |
| Gwen van Poorten        | zichzelf               |         | 1 afl.  |
| Chris Zegers            | zichzelf               |         | 1 afl.  |
| Kim Feenstra            | zichzelf               |         | 1 afl.  |
| Egbert-Jan Weeber       | zichzelf               |         | 1 afl.  |
| Annelies Appelhof       | prostituee             |         | 1 afl.  |
| Kees Tol                | presentator            |         | 1 afl.  |

## Afleveringen

### Seizoen 1
1. Feest
2. Te Gast
3. Deadline
4. Videoclip
5. Nieuwegein
6. Afscheid
7. Jury
8. Finale

### Seizoen 2
1. Schimmelpaleis
2. Fishtank Manager Legends
3. Etentje
4. Seminar
5. Trees
6. Bachelor Party
7. Premiere
8. Bunnik